# Hans-Georg Aschenbach
Hans-Georg Aschenbach, född 25 oktober 1951 i Brotterode, Thüringen, är en tysk tidigare backhoppare som tävlade för DDR. Han representerade skidklubben ASK Vorwärts Brotterode.

## Karriär
Hans-Georg Aschenbach blev juniorvärldsmästare 1969 och två år senare blev han DDR-mästare första gången i Erzgebirgsschanze i Johanngeorgenstadt. Aschenbach vann 7 individuella DDR-mästerskap och ett mästerskap i lagtävling mellan 1971 och 1976.
1973 blev han världsmästare i skidflygning i Heini Klopfer-backen i Oberstdorf. Det var andra gången VM i skidflygning arrangerades. Walter Steiner från Schweiz förlorade VM-titeln han vunnit 1972 i skidflygningsbacken i Planica till Hans-Georg Aschenbach. Steiner tog dock andraplatsen före Karel Kodejška från Tjeckoslovakien.
Säsongen 1973/1974 vann Hans-Georg Aschenbach tysk-österrikiska backhopparveckan sammanlagt. Han vann också två deltävlingar i backhopparveckan säsongen 1973/1974, i Schattenbergbacken i Oberstdorf 30 december 1973 och i Bergiselbacken i Innsbruck 2 januari 1974. Säsongen 1974/1975 i backhopparveckan tog Aschenback en tredjeplats i deltävlingen i Paul-Ausserleitner-backen i Bischofshofen. Han blev nummer 13 sammanlagt. Säsongen 1975/1976 fick han som bäst en fjärdeplats i deltävlingen i Oberstdorf. 
1974 blev Aschenbach dubbel världsmästare under VM i Falun. Han vann klart i båda backarna, 17,7 poäng före DDR-lagkamraten Dieter Kampf i normalbacken och 17,1 poäng före Heinz Wosipiwo, en annan DDR-hoppare. DDR vann en dubbel i båda tävlingarna.
Under Olympiska spelen 1976 i Innsbruck tog han guld i normalbacken. Han var 5,8 poäng före lagkamraten Jochen Danneberg. I stora backen blev han nummer 8. Det var bare österrikare och östtyskar bland de åtta bästa i prislistan.
Hans-Georg Aschenbach avslutade sin aktiva idrottskarriär 1976.

## Senare karriär
Efter avslutad idrottskarriär utbildade Aschenbach sig till idrottslärare. Vid sidan om studerade han vid militärmedicinska sektionen vid Ernst-Moritz-Arndt-Universitetet i Greifswald. Han vände tillbaks till Thüringen 1988 som utbildad militärläkare. Han blev idrottsläkare för ASK Vorwärts Oberhof och DDR-landslaget.
Hans-Georg Aschenbach hade också en politisk karriär. Han var ledamot för Sozialistische Einheitspartei Deutschlands (svenska: Tysklands socialistiska enhetsparti) och medlem av Friedensrat der DDR (Östtysklands fredsråd). Som politisk ledamot hade han möjligheten att resa utomlands. 1987 blev han anklagad av Stasi för "småborgerliga svagheter" och hans möjligheter att resa i Västen spärrades.
I augusti 1988 rymde Aschenbach till Västtyskland. Familjen var han tvungen att lämna kvar i Östtyskland. Efter flykten började Hans-Georg Aschenbach arbeta som ortoped vid Mooswald-kliniken i Freiburg im Breisgau. Han berättade för magasinet Bild-Zeitung om dopingkulturen i DDR. Några månader före Berlinmurens fall (november 1989) fick han genom Förenta nationerna (FN) sin familj utlämnad till Västtyskland.